# Guillermo Ragazzone
Guillermo Lorenzana Ragazzone (né le 5 janvier 1956 à San Salvador au Salvador) est un joueur de football international salvadorien qui évoluait au poste d'attaquant.

## Biographie

### Carrière en club
Guillermo Ragazzone joue en faveur de l'Atlético Marte, du CD Santiagueño, et du Cojutepeque Futbol Club.
Il remporte deux titres de champion du Salvador avec l'Atlético Marte. Il atteint la finale de la Coupe des champions de la CONCACAF en 1981, en étant battu par le club surinamien du SV Transvaal.

### Carrière en sélection
Guillermo Ragazzone joue en équipe du Salvador entre 1982 et 1989.
Il figure dans le groupe des sélectionnés lors de la Coupe du monde de 1982. Lors du mondial organisé en Espagne, il ne joue aucun match.
Le 30 juillet 1989, il dispute un match contre Trinité-et-Tobago rentrant dans le cadre des éliminatoires du mondial 1990 (défaite 2-0).

## Palmarès
Atlético Marte
- Championnat du Salvador (2) :
  - Champion : 1980 et 1982.

- Coupe des champions de la CONCACAF :
  - Finaliste : 1981.